# گمینا دوبرا (شهرستان ووبز)
گمینا دوبرا (شهرستان ووبز) (به لهستانی:  Gmina Dobra) یک گمینا در لهستان است که در شهرستان ووبز واقع شده‌است. گمینا دوبرا ۱۱۶٫۱۰ کیلومتر مربع مساحت و ۴٬۴۴۰ نفر جمعیت دارد.